# Các đội tuyển bóng đá quốc gia Việt Nam năm 2001
Lịch và kết quả thi đấu của đội tuyển bóng đá quốc gia Việt Nam các cấp trong năm 2001.

## Nam

### Đội tuyển quốc gia
Vòng loại World Cup 2002 khu vực châu Á
| Ngày                                                                 | Địa điểm            | Đối thủ     | Tỷ số | Vòng đấu | Cầu thủ ghi bàn                                           | Chi tiết |
| -------------------------------------------------------------------- | ------------------- | ----------- | ----- | -------- | --------------------------------------------------------- | -------- |
| 8 tháng 2                                                            | Dammam, Ả Rập Xê Út | Bangladesh  | 0–0   | Bảng 10  |                                                           |          |
| 10 tháng 2                                                           | Dammam, Ả Rập Xê Út | Mông Cổ     | 1–0   | Bảng 10  | - Hồng Sơn 90' (ph.đ.)                                    |          |
| 12 tháng 2                                                           | Dammam, Ả Rập Xê Út | Ả Rập Xê Út | 0–5   | Bảng 10  |                                                           |          |
| 15 tháng 2                                                           | Dammam, Ả Rập Xê Út | Bangladesh  | 4–0   | Bảng 10  | - Văn Sỹ 65' - Hồng Sơn 73', 87' (ph.đ.) - Trung Vĩnh 77' |          |
| 17 tháng 2                                                           | Dammam, Ả Rập Xê Út | Mông Cổ     | 4–0   | Bảng 10  | - Lương Phúc 3', 87' - Hồng Sơn 15', 21'                  |          |
| 19 tháng 2                                                           | Dammam, Ả Rập Xê Út | Ả Rập Xê Út | 0–4   | Bảng 10  |                                                           |          |
| Việt Nam xếp thứ 2 bảng 10 và dừng chân tại vòng loại World Cup 2002 |                     |             |       |          |                                                           |          |

Giao hữu
| Ngày       | Địa điểm        | Đối thủ    | Tỷ số | Vòng đấu | Cầu thủ ghi bàn     | Chi tiết |
| ---------- | --------------- | ---------- | ----- | -------- | ------------------- | -------- |
| 30 tháng 1 | Đống Đa, Hà Nội | Quảng Đông | 1–3   | Giao hữu | - Phạm Hùng Dũng 3' | [ 1 ]    |

### Đội tuyển U-23 quốc gia
Đại hội Thể thao Đông Nam Á 2001
| Ngày                                                                                   | Địa điểm                | Đối thủ   | Tỷ số | Vòng đấu | Cầu thủ ghi bàn                                                                               | Chi tiết |
| -------------------------------------------------------------------------------------- | ----------------------- | --------- | ----- | -------- | --------------------------------------------------------------------------------------------- | -------- |
| 8 tháng 2                                                                              | Petaling Jaya, Malaysia | Brunei    | 5–0   | Bảng B   | - Thạch Bảo Khanh 10', 52' - Tô Đức Cường 44' - Nguyễn Minh Nghĩa 55' - Nguyễn Quốc Trung 63' |          |
| 10 tháng 2                                                                             | Petaling Jaya, Malaysia | Indonesia | 0–1   | Bảng B   |                                                                                               |          |
| 12 tháng 2                                                                             | Kuala Lumpur, Malaysia  | Malaysia  | 0–2   | Bảng B   |                                                                                               |          |
| Việt Nam xếp thứ ba bảng B và dừng chân tại vòng bảng Đại hội Thể thao Đông Nam Á 2001 |                         |           |       |          |                                                                                               |          |

### Đội tuyển U-19, U-20 quốc gia
Giao hữu
| Ngày      | Địa điểm | Đối thủ     | Tỷ số | Vòng đấu | Cầu thủ ghi bàn | Chi tiết |
| --------- | -------- | ----------- | ----- | -------- | --------------- | -------- |
| 5 tháng 3 | Hà Nội   | Nữ Việt Nam | 6–0   | Tập huấn | N/A             | [ 2 ]    |

### Đội tuyển U-17 quốc gia
Giao hữu
| Ngày       | Địa điểm        | Đối thủ   | Tỷ số | Vòng đấu | Cầu thủ ghi bàn | Chi tiết |
| ---------- | --------------- | --------- | ----- | -------- | --------------- | -------- |
| 30 tháng 1 | Đống Đa, Hà Nội | Thiên Tân | 2–0   | Giao hữu | Thanh Bình      | [ 3 ]    |

## Nữ
Giao hữu
| Ngày       | Địa điểm        | Đối thủ         | Tỷ số | Vòng đấu | Cầu thủ ghi bàn | Chi tiết |
| ---------- | --------------- | --------------- | ----- | -------- | --------------- | -------- |
| 21 tháng 5 | Đống Đa, Hà Nội | Than Quảng Ninh | 5–1   | Giao hữu |                 | [ 4 ]    |

Giải bóng đá nữ quốc tế Hà Nội mở rộng 2001
| Ngày                                                                    | Địa điểm        | Đối thủ  | Tỷ số | Vòng đấu | Cầu thủ ghi bàn                                                                       | Chi tiết |
| ----------------------------------------------------------------------- | --------------- | -------- | ----- | -------- | ------------------------------------------------------------------------------------- | -------- |
| 24 tháng 5                                                              | Đống Đa, Hà Nội | Hà Tây   |       | Vòng 1   |                                                                                       |          |
| 26 tháng 5                                                              | Đống Đa, Hà Nội | Hà Nội   | 4–0   | Vòng 2   | - Lưu Ngọc Mai 17' - Thanh Mai 40' - Phùng Thị Minh Nguyệt 70' - Đoàn Thị Kim Chi 75' | [ 6 ]    |
| 28 tháng 5                                                              | Đống Đa, Hà Nội | Thái Lan | 5–1   | Vòng 3   |                                                                                       |          |
| Việt Nam giành ngôi vô địch Giải bóng đá nữ quốc tế Hà Nội mở rộng 2001 |                 |          |       |          |                                                                                       |          |

Tập huấn
| Ngày       | Địa điểm | Đối thủ       | Tỷ số | Vòng đấu | Cầu thủ ghi bàn | Chi tiết |
| ---------- | -------- | ------------- | ----- | -------- | --------------- | -------- |
| 5 tháng 3  | Hà Nội   | U-20 Việt Nam | 0–6   | Tập huấn |                 | [ 2 ]    |
|            | Myanmar  | Myanmar       |       | Giao hữu |                 |          |
| 23 tháng 7 | Myanmar  | Myanmar       | 1–2   | Giao hữu | - Lưu Ngọc Mai  | [ 7 ]    |
|            | Myanmar  | Myanmar       |       | Giao hữu |                 |          |

Cúp bóng đá Tứ hùng Australia 2001
| Ngày                                                          | Địa điểm    | Đối thủ         | Tỷ số | Vòng đấu      | Cầu thủ ghi bàn | Chi tiết |
| ------------------------------------------------------------- | ----------- | --------------- | ----- | ------------- | --- | -------- |
| 5 tháng 8                                                     | Gosford, Úc | New South Wales | 0–2   | Vòng 1        | |          |
| 7 tháng 8                                                     | Gosford, Úc | Singapore       | 6–0   | Vòng 2        | - Nguyễn Thị Hà 1', 34' - Phùng Thị Minh Nguyệt 12' - Nguyễn Thị Phương 24' - Lưu Ngọc Mai 31' - Đoàn Thị Kim Chi 85' | [ 8 ]    |
| 9 tháng 8                                                     | Gosford, Úc | Young Matildas  | 0–2   | Vòng 3        | | [ 9 ]    |
| 11 tháng 8                                                    | Gosford, Úc | Singapore       | 4–0   | Tranh hạng ba | - Phùng Thị Minh Nguyệt 21' - Nguyễn Thị Hà 37', 58' - Lưu Ngọc Mai 82'                                               | [ 10 ]   |
| Việt Nam giành hạng ba tại Cúp bóng đá Tứ hùng Australia 2001 |             |                 |       |               | |          |

Đại hội Thể thao Đông Nam Á 2001
| Ngày                                                                | Địa điểm               | Đối thủ   | Tỷ số | Vòng đấu  | Cầu thủ ghi bàn                                                                                      | Chi tiết |
| ------------------------------------------------------------------- | ---------------------- | --------- | ----- | --------- | --- | -------- |
| 5 tháng 9                                                           | Kuala Lumpur, Malaysia | Indonesia | 6–0   | Vòng bảng | - Đoàn Thị Kim Chi 2' - Nguyễn Thị Mai Lan 20' - Lưu Ngọc Mai 40', 75', 83' - Bùi Thị Hiền Lương 72' |          |
| 7 tháng 9                                                           | Kuala Lumpur, Malaysia | Singapore | 5–0   | Vòng bảng | - Nguyễn Thị Mai Lan 9' - Gan Hwee Fern 12' (l.n.) - Lưu Ngọc Mai 41', 77' - Nguyễn Thị Hà 89'       | [ 11 ]   |
| 12 tháng 9                                                          | Kuala Lumpur, Malaysia | Myanmar   | 1–1   | Bán kết   | - Lưu Ngọc Mai 35'                                                                                   | [ 12 ]   |
| 14 tháng 9                                                          | Kuala Lumpur, Malaysia | Thái Lan  | 4–0   | Chung kết | - Bùi Thị Hiền Lương 9', 83' - Nguyễn Thị Thuý Nga 30' (ph.đ.) - Lưu Ngọc Mai 49' (ph.đ.)            | [ 13 ]   |
| Việt Nam giành huy chương vàng tại Đại hội Thể thao Đông Nam Á 2001 |                        |           |       |           | |          |

Giải vô địch bóng đá nữ châu Á 2001
| Ngày                                                                                      | Địa điểm | Đối thủ           | Tỷ số | Vòng đấu | Cầu thủ ghi bàn             | Chi tiết |
| ----------------------------------------------------------------------------------------- | -------- | ----------------- | ----- | -------- | --------------------------- | -------- |
| 6 tháng 12                                                                                | Đài Loan | Guam              | 2–0   | Bảng B   | - Đoàn Thị Kim Chi 13', 52' | [ 14 ]   |
| 8 tháng 12                                                                                | Đài Loan | CHDCND Triều Tiên | 0–4   | Bảng B   |                             |          |
| 10 tháng 12                                                                               | Đài Loan | Singapore         | 8–0   | Bảng B   |                             |          |
| 12 tháng 12                                                                               | Đài Loan | Nhật Bản          | 1–3   | Bảng B   | - Nguyễn Thị Thúy Nga 61'   | [ 15 ]   |
| Việt Nam xếp thứ ba Bảng B và dừng chân tại vòng bảng Giải vô địch bóng đá nữ châu Á 2001 |          |                   |       |          |                             |          |